# Louis Crozet
Louis Joseph Mathias Crozet né le 4 octobre 1784 et mort le 11 novembre 1858 est un ingénieur des Ponts et chaussées qui a été maire de Grenoble de 1853 à 1858.

## Biographie
Élève à l'École centrale de Grenoble, il devient l'ami du jeune Stendhal. Diplômé ingénieur polytechnicien, il devient inspecteur des Ponts et Chaussées. À Grenoble on lui doit la mise en service du pont du Drac en chaines de fer en 1828 puis dix ans plus tard de la passerelle Saint-Laurent en câbles de fer pour le franchissement de l'Isère.
À la mort de Stendhal en 1842, Louis Crozet hérite des manuscrits de l'écrivain et en fait don en partie à la bibliothèque municipale de Grenoble. C'est sa veuve, Praxède Crozet qui fera don de la totalité des manuscrits à la bibliothèque en 1861,.
À 64 ans, il entame une carrière politique en devenant président du conseil général de l'Isère peu après la révolution de 1848 et le reste jusqu'en 1852.  
Nommé maire de Grenoble en 1853, c'est durant son mandat qu'a lieu en juillet 1854 l'ouverture du jardin d'acclimatation puis la mise en service en juin 1855 du museum d'histoire naturelle de Grenoble, intégrant notamment l'herbier et les manuscrits du botaniste Dominique Villars. C'est également en 1854 que l'armée cède à la ville la zone de servitudes militaires des fortifications achevées en 1836 par le général Haxo. Il voit l'arrivée du chemin de fer en juillet 1857 dans le quartier de Pique-Pierre à Saint-Martin-le-Vinoux dans une gare provisoire où les voyageurs terminent le trajet en calèche jusqu'à Grenoble.
Quelques mois avant sa mort, il inaugure finalement la gare de Grenoble le 1er juillet 1858 après d'âpres débats sur l'emplacement précis de l'édifice, débutés à l'époque de son prédécesseur Joseph Arnaud.
Il est inhumé au cimetière Saint-Roch de Grenoble.

## Hommages et distinctions
- Officier de la Légion d'honneur promu en 1838, Chevalier en 1814[6].
- Une avenue porte son nom à La Ciotat.